# Nu står claveret lukt
Nu står claveret lukt is een compositie van Niels Gade. Gade schreef het werk voor mannenkoor met ensemble bestaande uit altviool, cello en contrabas voor een concert ter nagedachtenis van Christopher Ernst Friedrich Weyse (overleden in 1842) in de Konsertforeningen in Kopenhagen.
Claveret is een Noorse formele benaming van klavier.